# Carlo Ambrogio Affaitati
Carlo Ambrogio Affaitati (* 12. Januar 1625 in Albogasio; † 31. Dezember 1695 ebenda) war ein italienischer Priester. Er war Domherr von Ermland, Kaplan, Sekretär und Beichtvater von Luisa Maria Gonzaga, Königin von Polen.

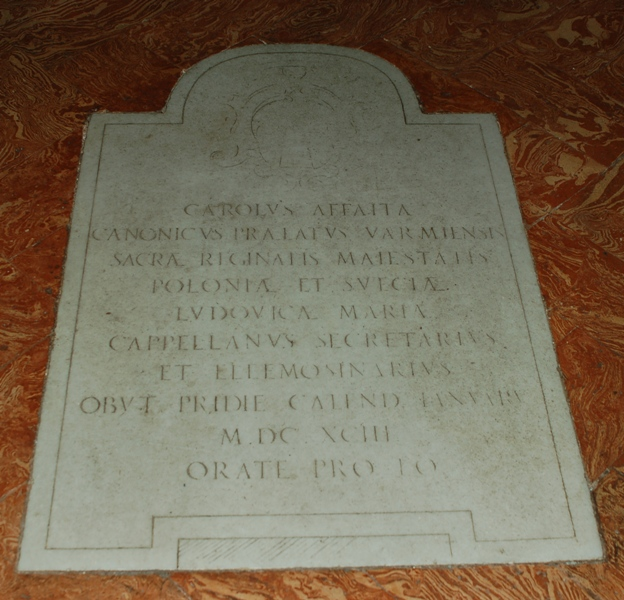
Grab von Carlo Ambrogio Affaitati in der Wallfahrtskirche Madonna della Caravina in Cressogno, Valsolda

## Leben
Carlo Ambrogio wurde in Valsolda geboren und wuchs dort auf. Über seine frühen Jahre ist wenig bekannt. Als Fünfundzwanzigjähriger war er am polnischen Hof tätig. Er war Beichtvater der Königin von Polen, Luisa Maria Gonzaga, die ihm im Jahre 1649 die Unterstützung des neuen Herrschers Johann II. Kasimir verschaffte.
Zu jener Zeit holte er seine Brüder Antonio und Isidoro Affaitati an den polnischen Hof, die beiden wurden Architekten des Königreichs Polen. Nach dem Tod der Luisa Maria Gonzaga im Jahr 1667 und der Abdankung von Johann II. Kasimir im Jahr 1668 kehrte Carlo Ambrogio in sein Heimatdorf in Valsolda zurück.
Er starb in der Silvesternacht 1695 und wurde nach seinem Willen in der Wallfahrtskirche Madonna della Caravina in Cressogno am 5. Januar 1696 begraben.